# 苏尔茨莱班
苏尔茨莱班（法語：Soultz-les-Bains，法語發音：[sults le bɛ̃]）是法国下莱茵省的一个市镇，属于莫尔塞姆区。

## 地理
苏尔茨莱班（48°34'17"N, 7°29'15"E）面积3.55 平方千米，位于法国大東部大區下莱茵省，该省份为法国大陆部分最东部的省份，是阿尔萨斯的一部分，今与上莱茵省组成了阿尔萨斯欧洲集体，其南至上莱茵省，西南接孚日省和默尔特-摩泽尔省，西接摩泽尔省，北与德国接壤。
与苏尔茨莱班接壤的市镇（或旧市镇、城区）包括：阿沃尔赛姆、贝格比滕、达勒奈姆、当戈尔桑、莫尔塞姆、米齐格、斯沙尔拉克贝尔甘伊尔姆斯泰、沃尔克赛姆。
苏尔茨莱班的时区为UTC+01:00、UTC+02:00（夏令时）。

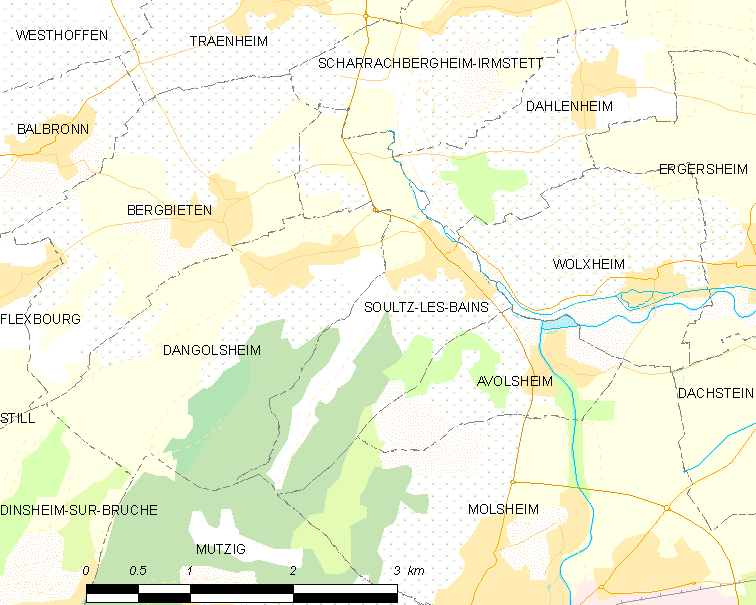
苏尔茨莱班的OSM定位图

## 行政
苏尔茨莱班的邮政编码为67120，INSEE市镇编码为67473。

## 政治
苏尔茨莱班所属的省级选区为莫尔塞姆县。

## 人口

1962-2008年间苏尔茨莱班人口变化图示

苏尔茨莱班于2022年1月1日时的人口数量为946人。